# 默茨利根
默茨利根（德語：Merzligen）是瑞士的城鎮，位於該國中西部，由伯恩州負責管轄，面積2.28平方公里，七成土地是農業用地，海拔高度509米，2011年人口410，人口密度每平方公里180人。